# Książ
Książ (ˈkɕɔ̃ʂpron
, em polonês/polaco:  Zamek Książ, em alemão:  Schloss Fürstenstein) é o maior castelo da região da Silésia, localizado no norte de Wałbrzych, na voivodia da Baixa Silésia, na Polônia. Encontra-se no Książański Park Krajobrazowy, uma área protegida localizada no contraforte de Wałbrzyski. O castelo tem vista para o desfiladeiro do rio Pełcznica e é uma das principais atrações turísticas de Wałbrzych.

## História
Uma primeira fortificação no local foi destruída pelas forças boêmias do rei Otocar II em 1263. O duque da Silésia, Bolko I, o Estrito (m. 1301), governante em Świdnica e Jawor, construiu um novo castelo de 1288 a 1292 o tornou sua residência, adicionando Lorde de Książ a seus títulos. O burgraviato incluía os assentamentos vizinhos de Świebodzice, Szczawno e Pełcznica. Quando o último duque de Świdnica, Bolko II, o Pequeno, morreu em 1368 sem filhos, as propriedades do castelo passaram para o rei luxemburguês, Venceslaus IV da Boêmia, filho da sobrinha de Bolko, Ana, enquanto sua viúva Inês de Habsburgo reservou o usufruto para si. Após sua morte no ano de 1392, o rei Venceslaus, também rei dos romanos desde 1376, conquistou o ducado de Świdnica e tomou o castelo de Książ.
Como Inês, ao contrário de seus limitados direitos reais, havia vendido as propriedades de Książ, o castelo passou por muitas mãos. Em 1401, foi obtido pelo nobre boêmio Janko de Chotěmice (m. depois de 1442), que mais tarde chegou a um governador das terras de Świdnica-Jawor. Durante as guerras hussitas, o castelo foi capturado pelos insurgentes e ocupado em 1428-1429. Após a morte de Janko, o rei boêmio Jorge de Poděbrady adquiriu Książ de seus descendentes e transferiu a administração para o general da Morávia, Birka de Nasiedle. Em 1466, Hans von Schellendorf obteve o castelo da Coroa da Boêmia.
O segundo complexo do castelo foi devastado em 1482 por Georg von Stein, comandante militar a serviço do rei húngaro, Matias Corvino, enquanto suas forças faziam campanha pelas terras da Silésia. Stein confiou a Frederico de Hohberg as propriedades, seu descendente, Conrado I de Hoberg, obteve a colina do castelo em 1509. A família Hohberg (a partir de 1714: Hochberg). A família, elevada ao nível de Freiherren em 1650, Grafen em 1666 e a condes imperiais (Reichsgrafen) em 1683, possuía o castelo até a década de 1940. A partir de meados do século XVI, as instalações foram reconstruídas em um luxuoso estilo renascentista.

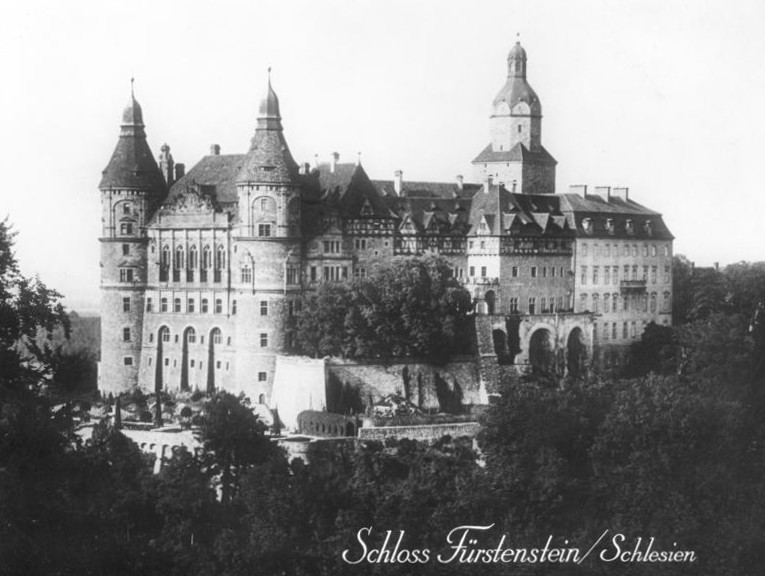
Schloss Fürstenstein nos anos 1920

Durante a Segunda Guerra Mundial, o castelo foi tomado pelo regime nazista em 1944, depois que o conde Hans Heinrich XVII de Hochberg, príncipe de Pless (Pszczyna), se mudou para a Inglaterra em 1932 e se tornou um cidadão britânico; além disso, seu irmão, conde Alexandre de Hochberg, cidadão polonês e proprietário do Castelo de Pszczyna, se juntara ao exército polonês. Supervisionado pelo pessoal da SS e da Organização Todt, o complexo de edifícios em Książ tornou-se parte do vasto complexo subterrâneo do Projeto Riese, presumivelmente um quartel-general do Führer e uma futura morada para Adolf Hitler. As obras foram realizadas em condições desumanas por trabalhadores forçados e reclusos do campo de concentração de Gross-Rosen, até que o castelo foi ocupado pelas forças do Exército Vermelho após a ofensiva no Vistula–Oder em 1945. Um memorial marca o local do subcampo de Fürstenstein. Grandes partes da estrutura histórica do edifício foram demolidas durante a construção; numerosos artefatos foram roubados ou destruídos durante a ocupação soviética.
Após a guerra, o complexo do castelo foi usado como complexo de recreação e centro cultural. Nos últimos anos, grandes partes do interior foram elaboradamente restauradas. Partes do complexo de túneis sob o castelo são atualmente usadas pela Academia Polonesa de Ciências para medição de gravímetros, enquanto vários túneis são acessíveis ao público em visitas guiadas.

## Galeria

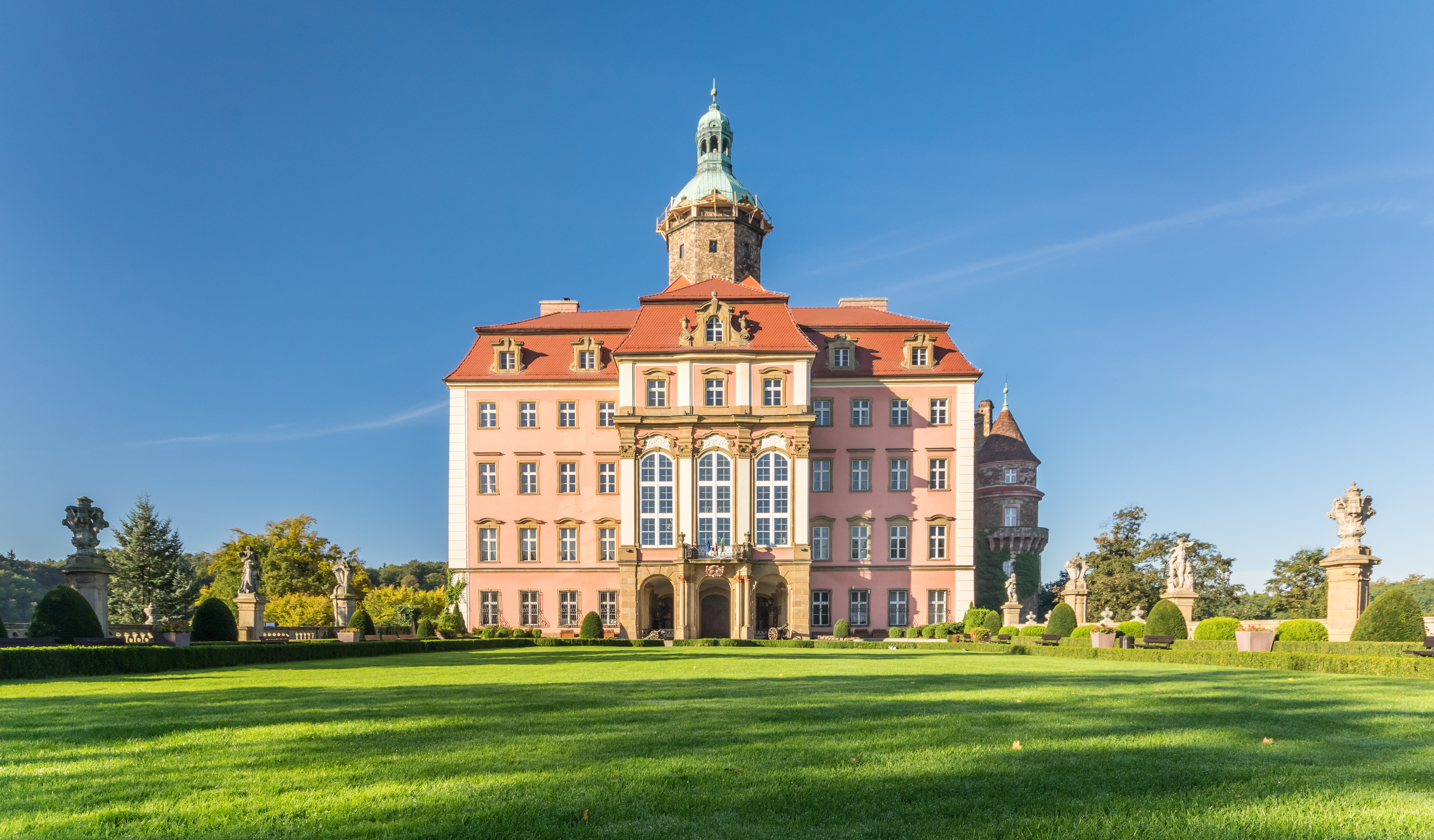
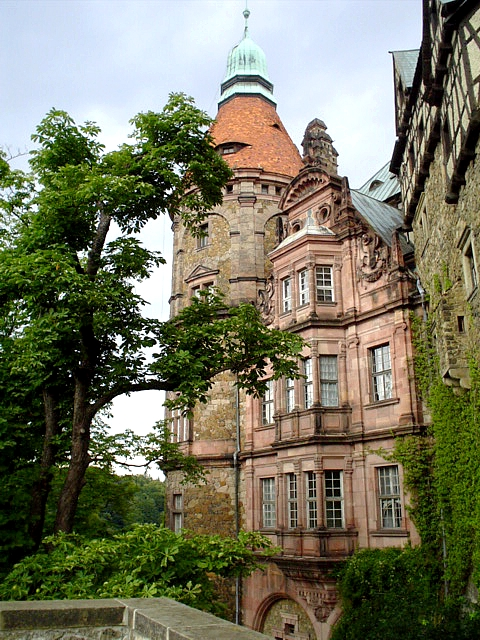
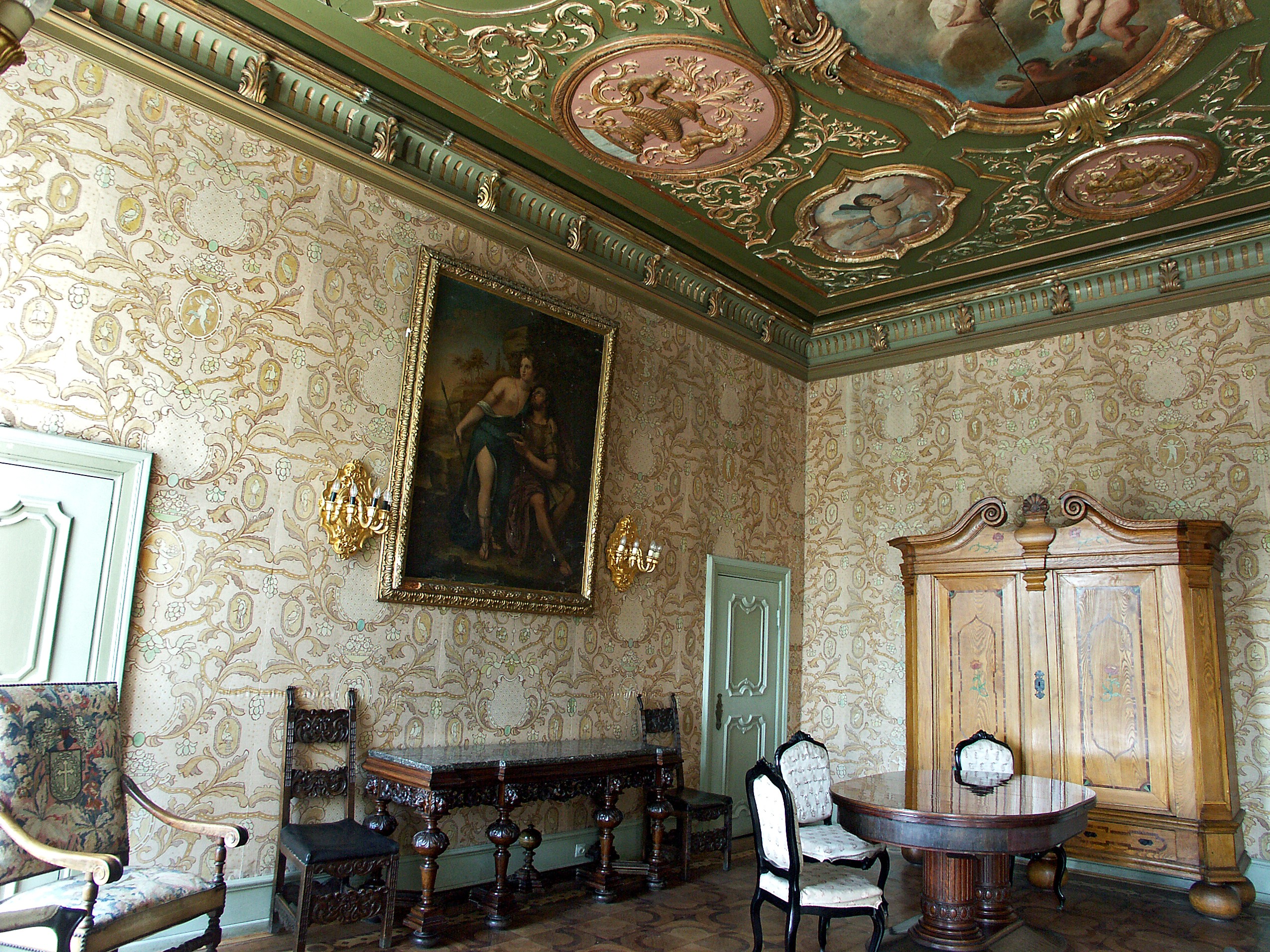
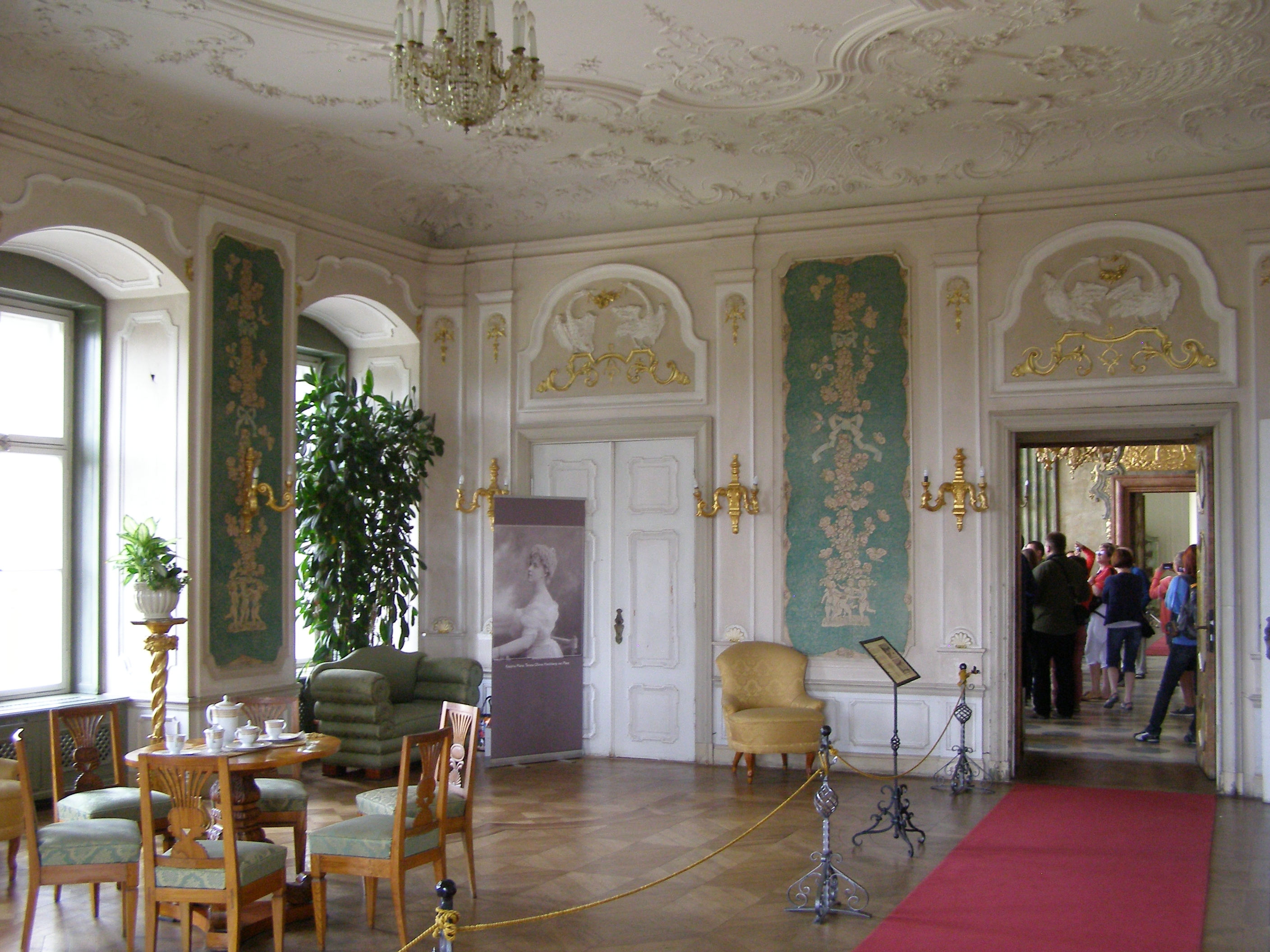
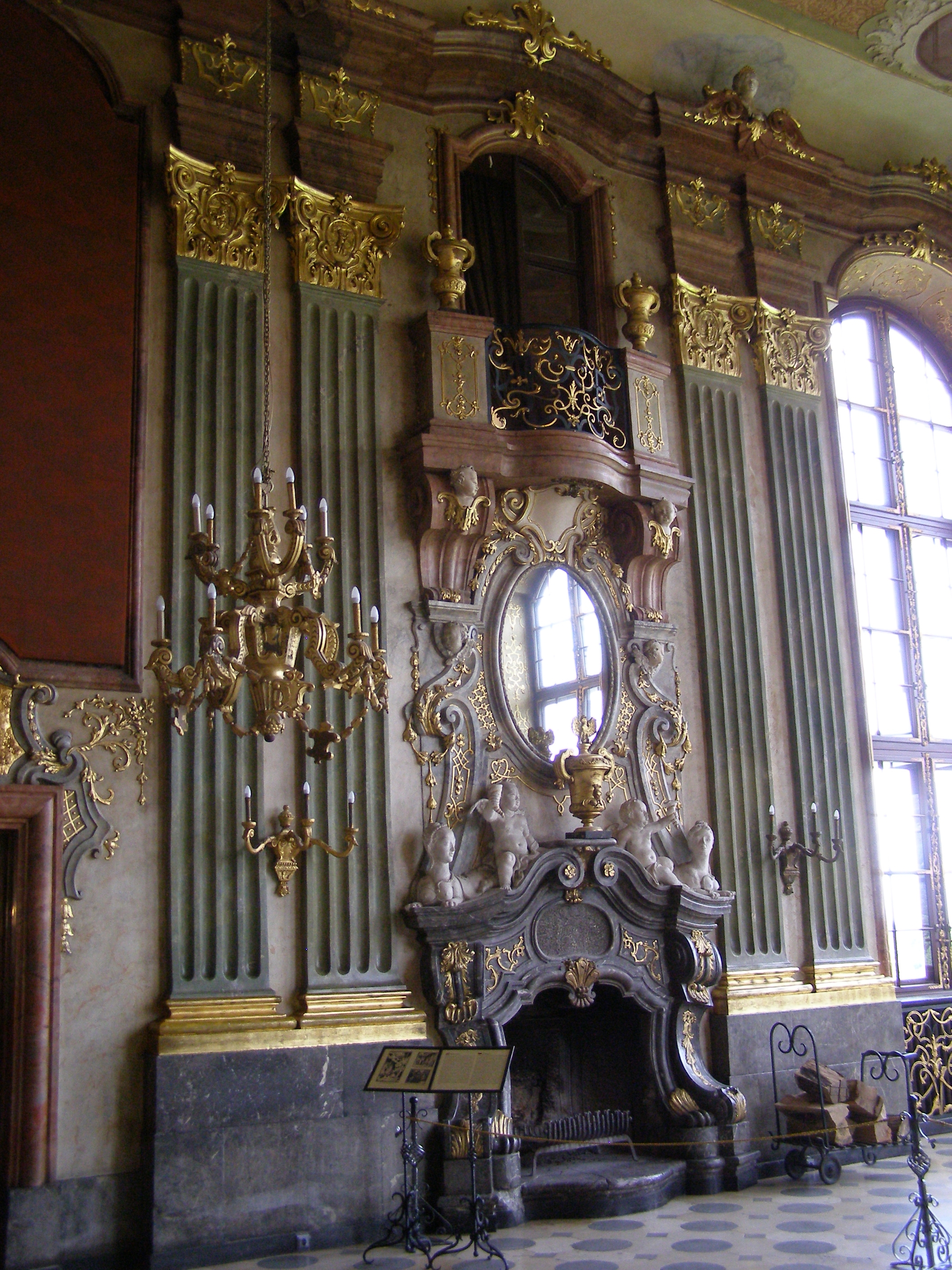
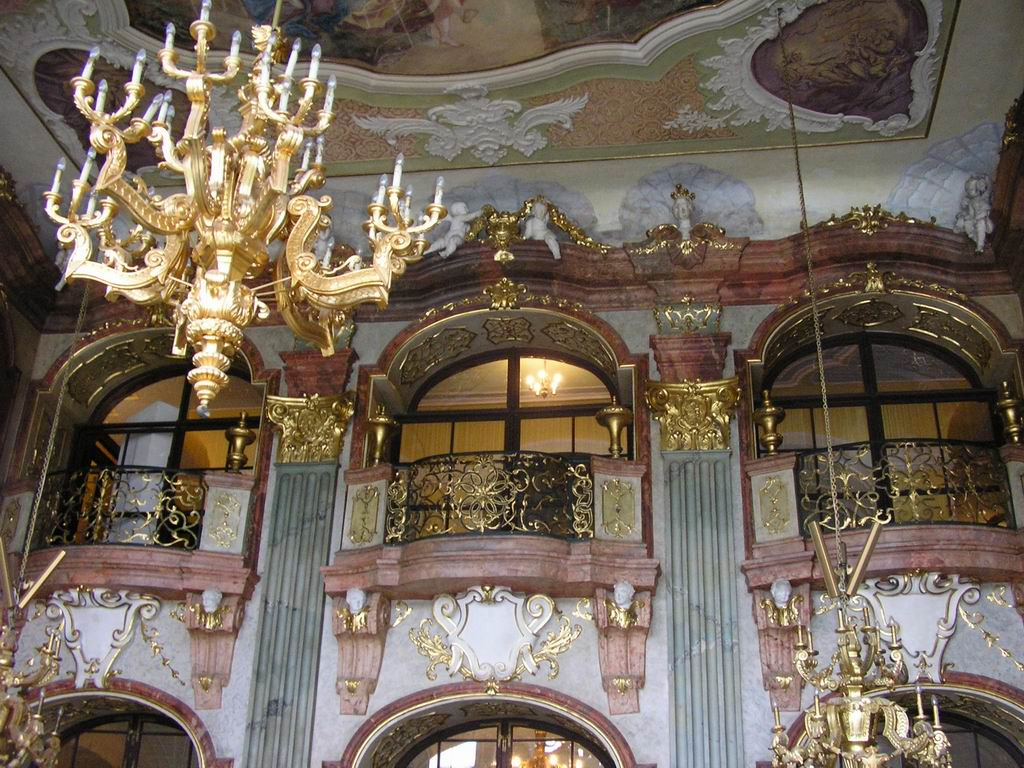
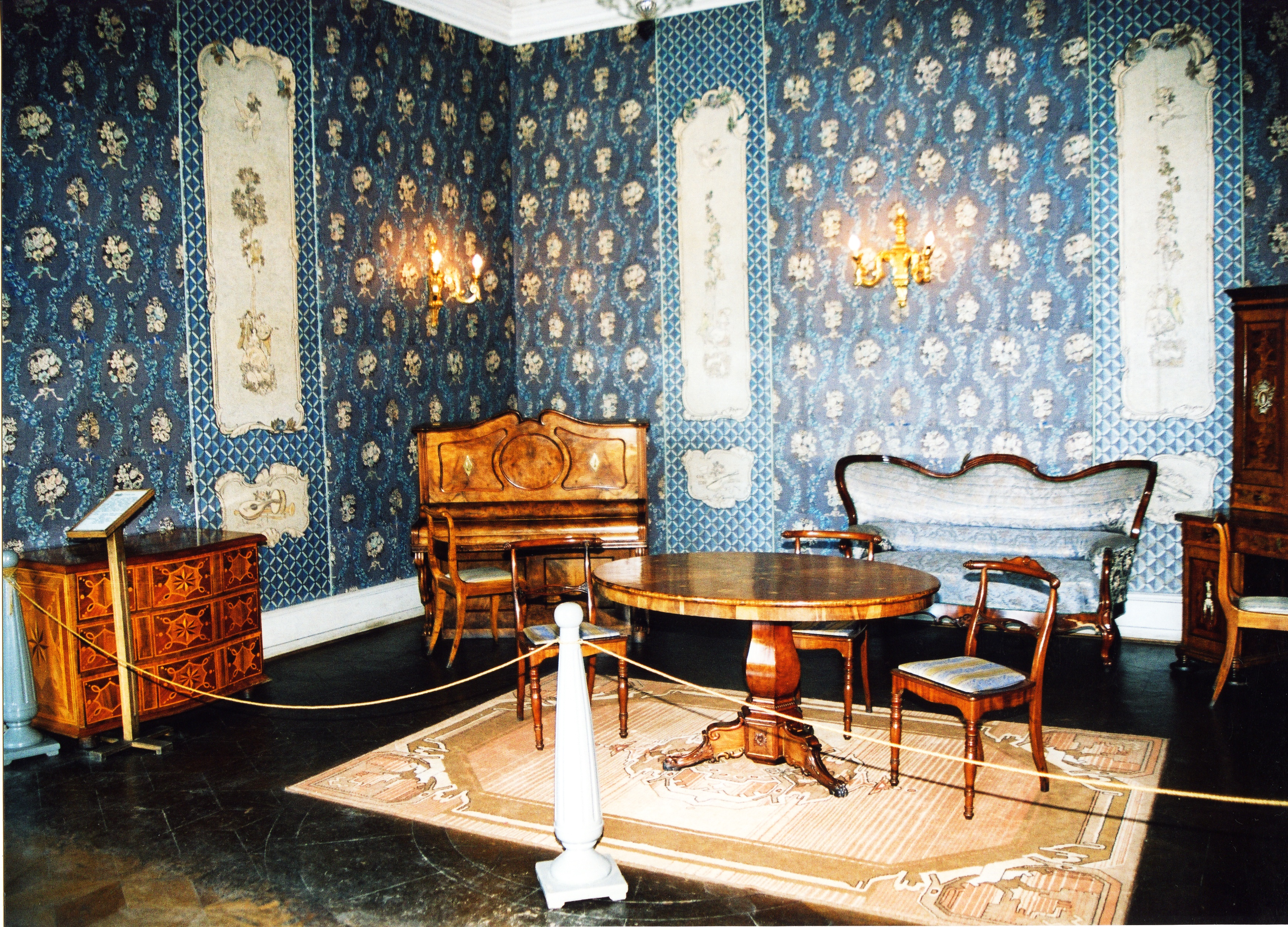
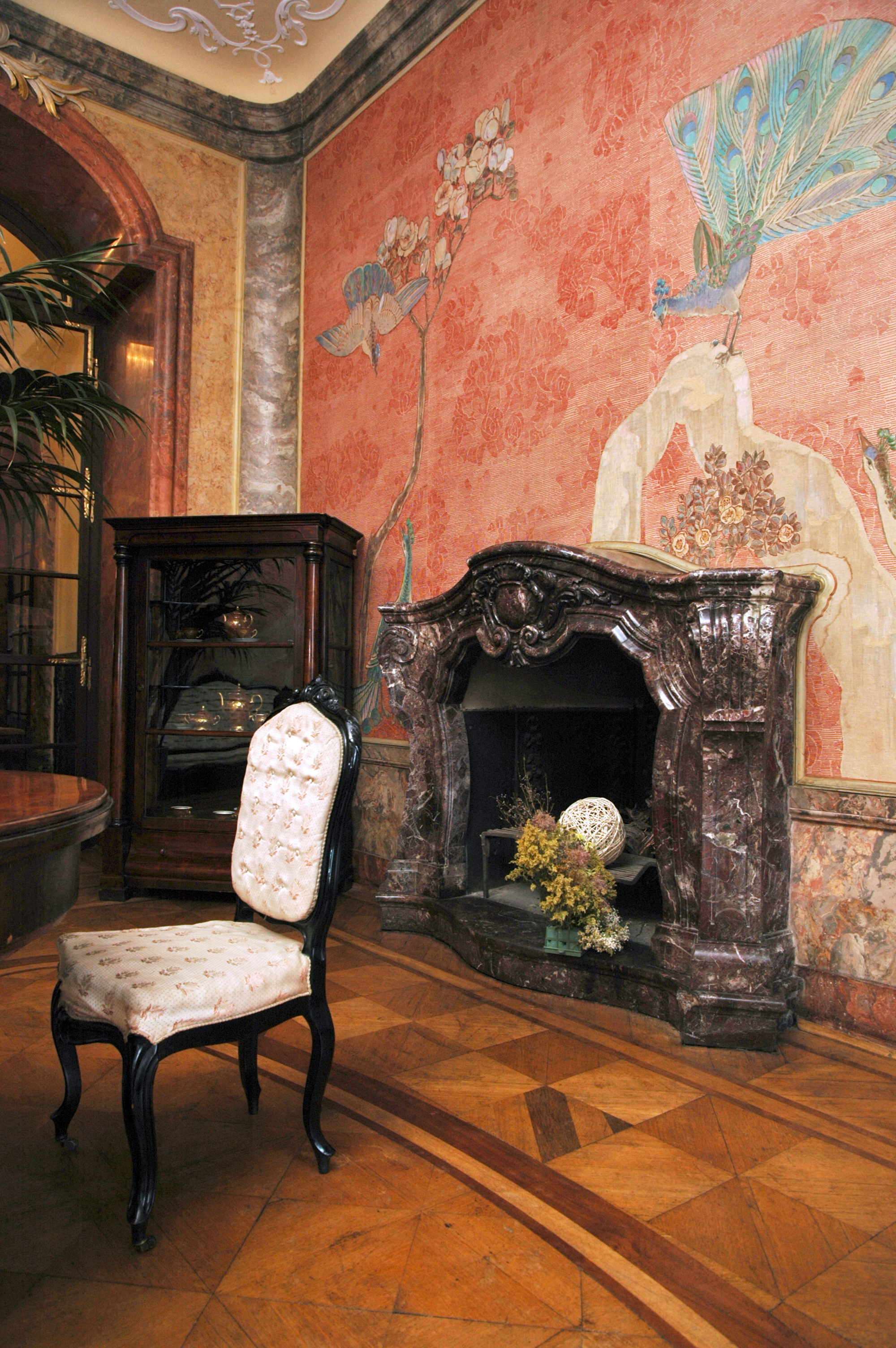
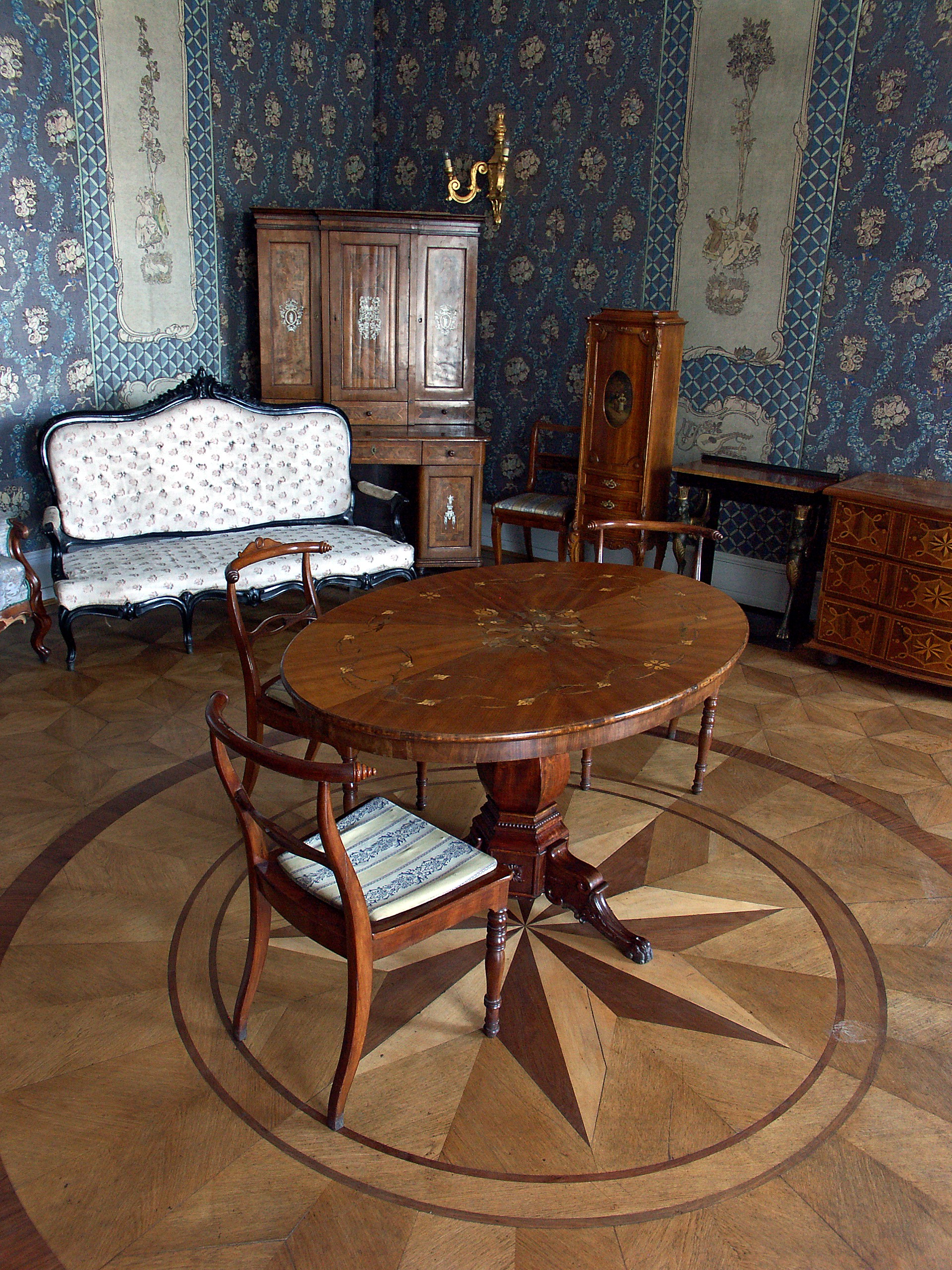
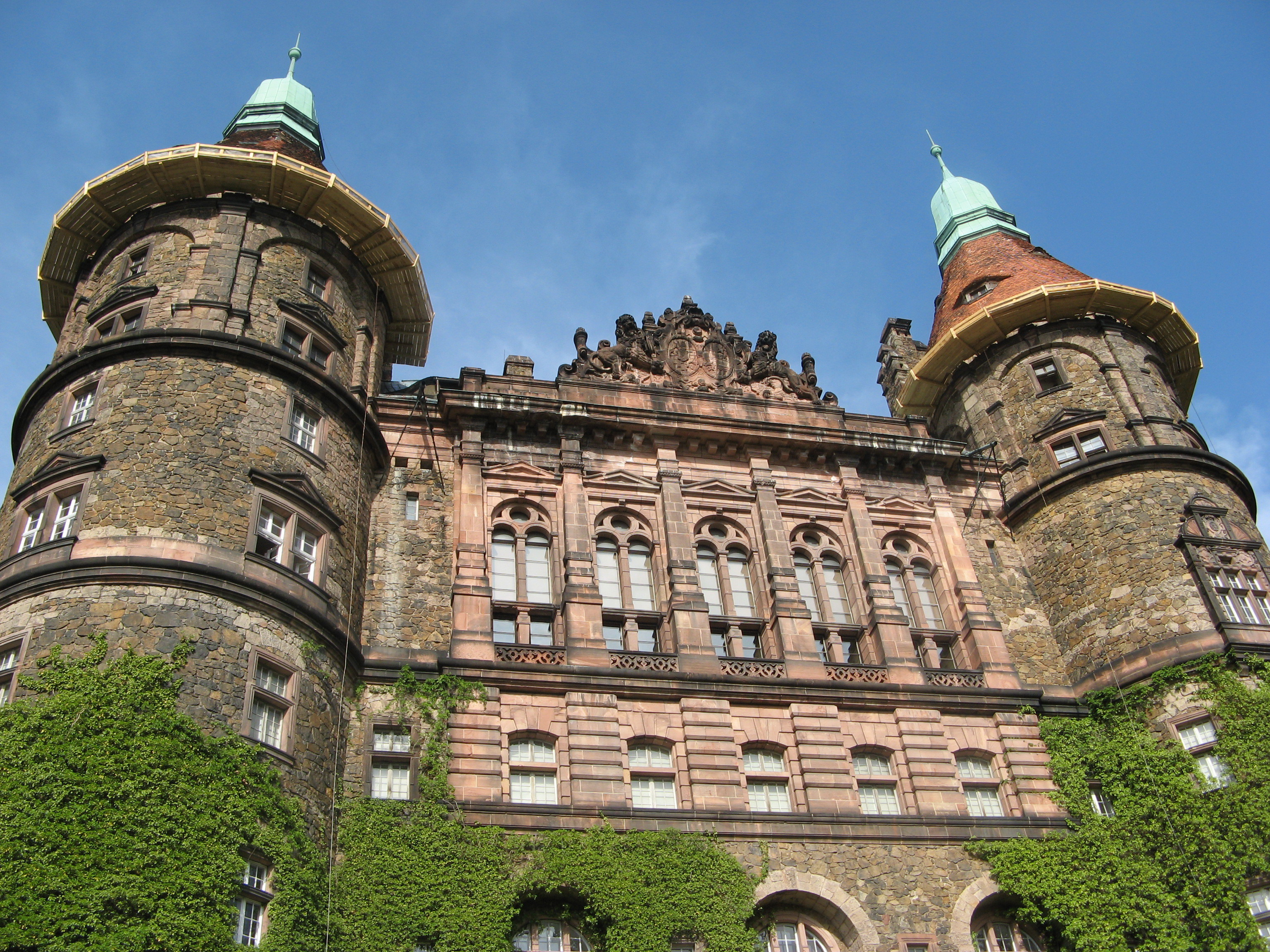
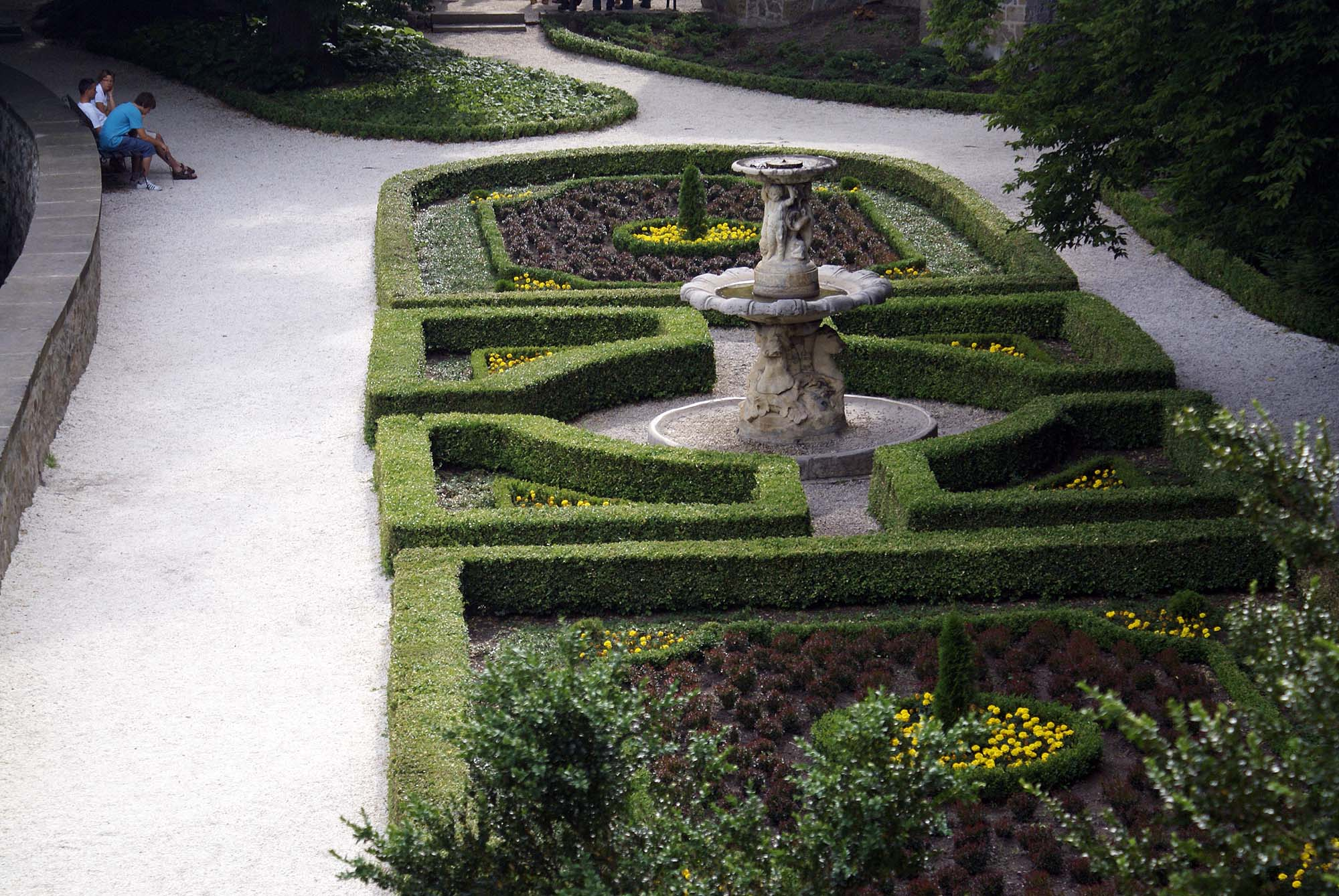
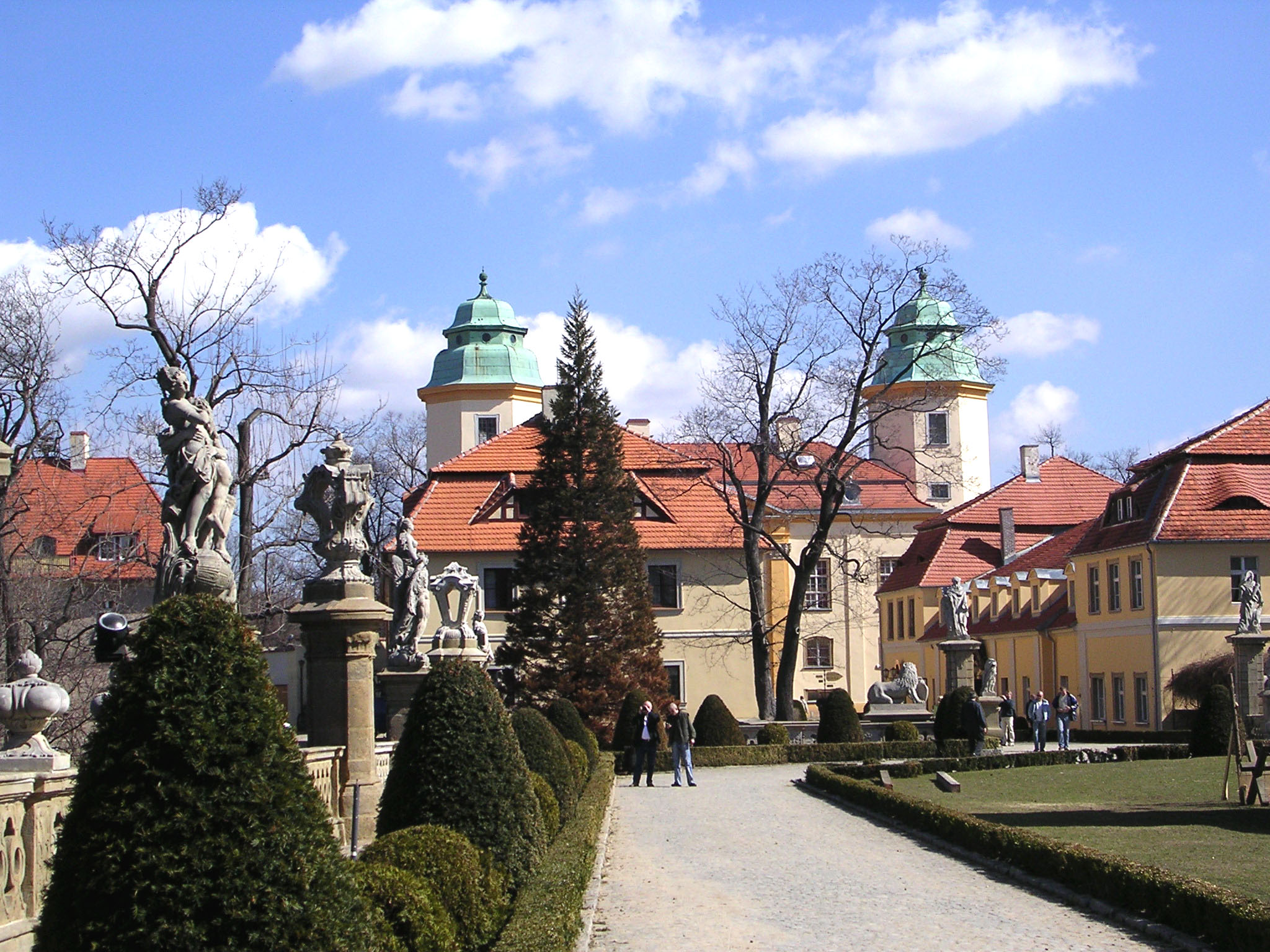
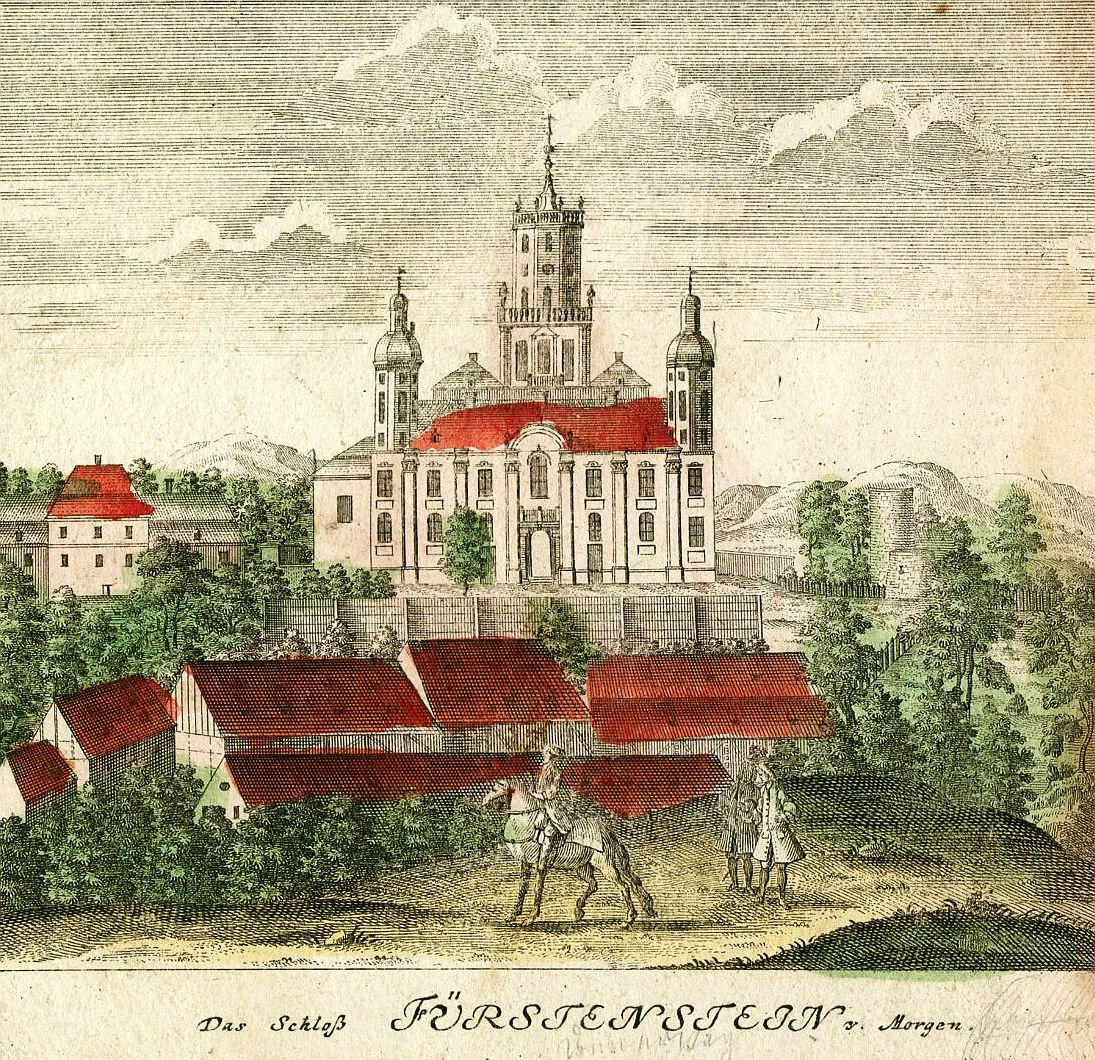
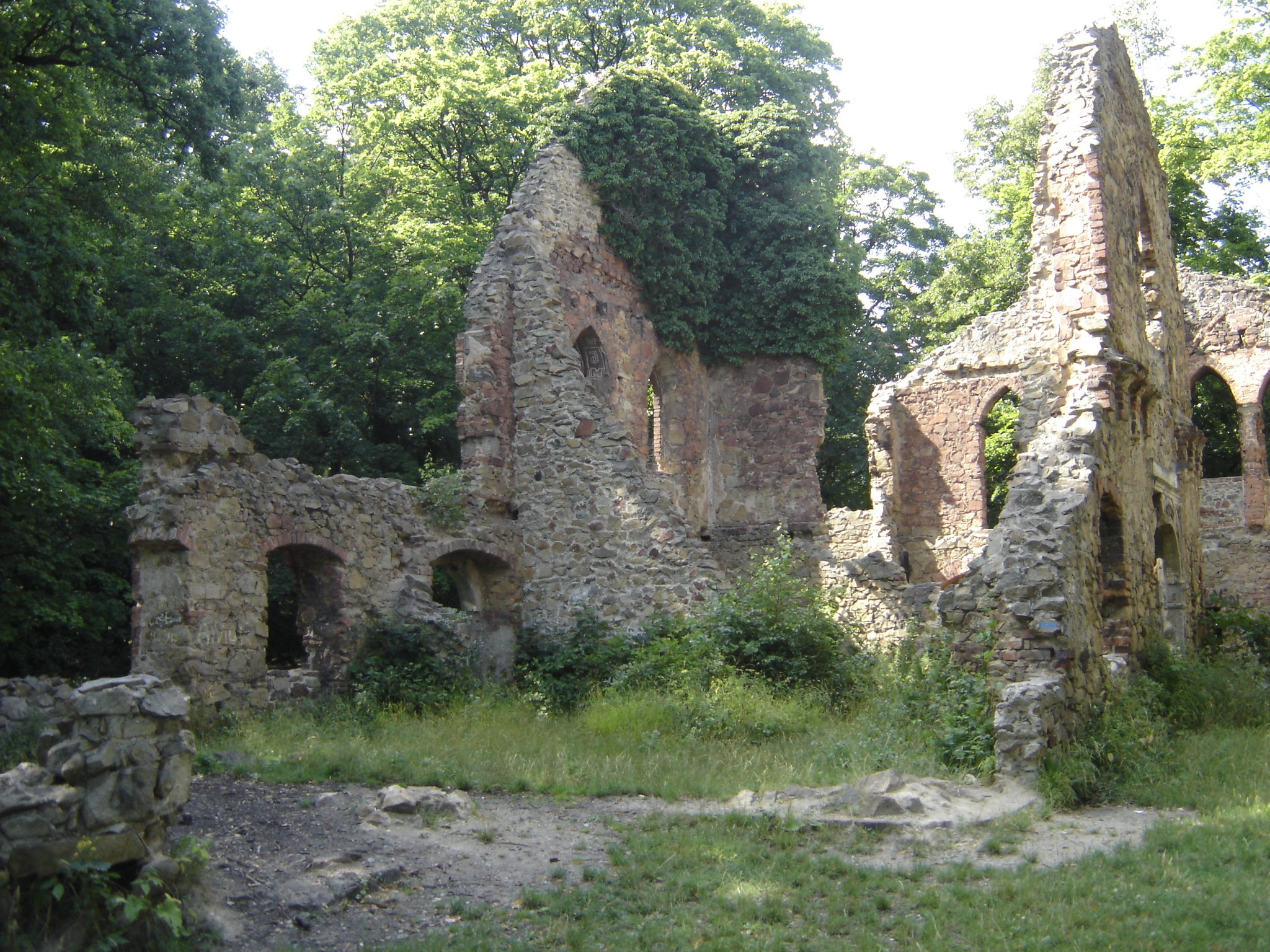
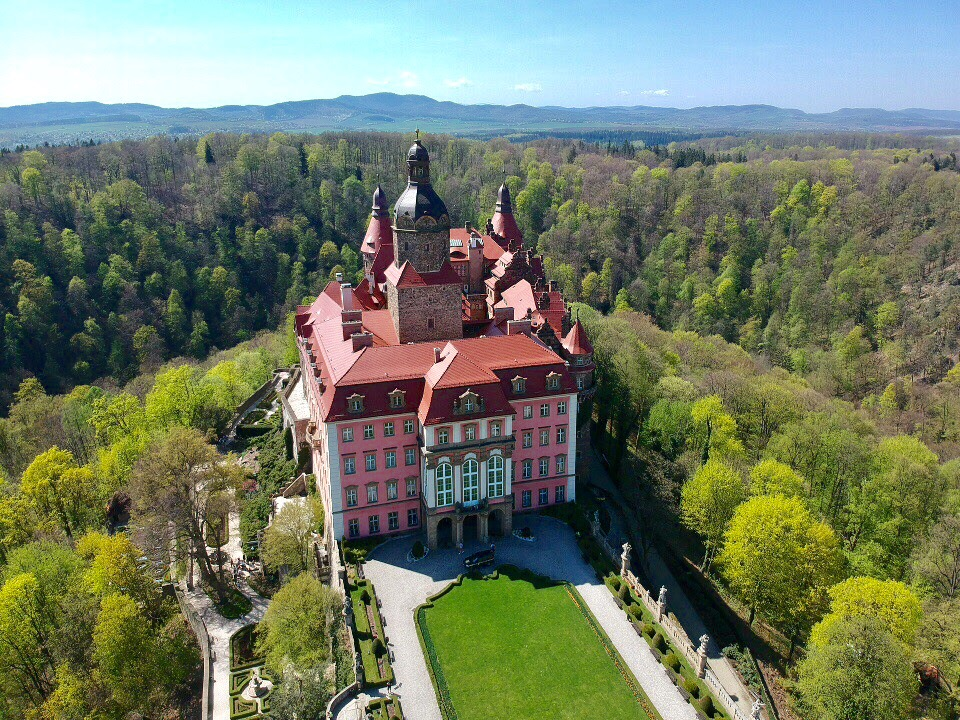